# Dança balinesa

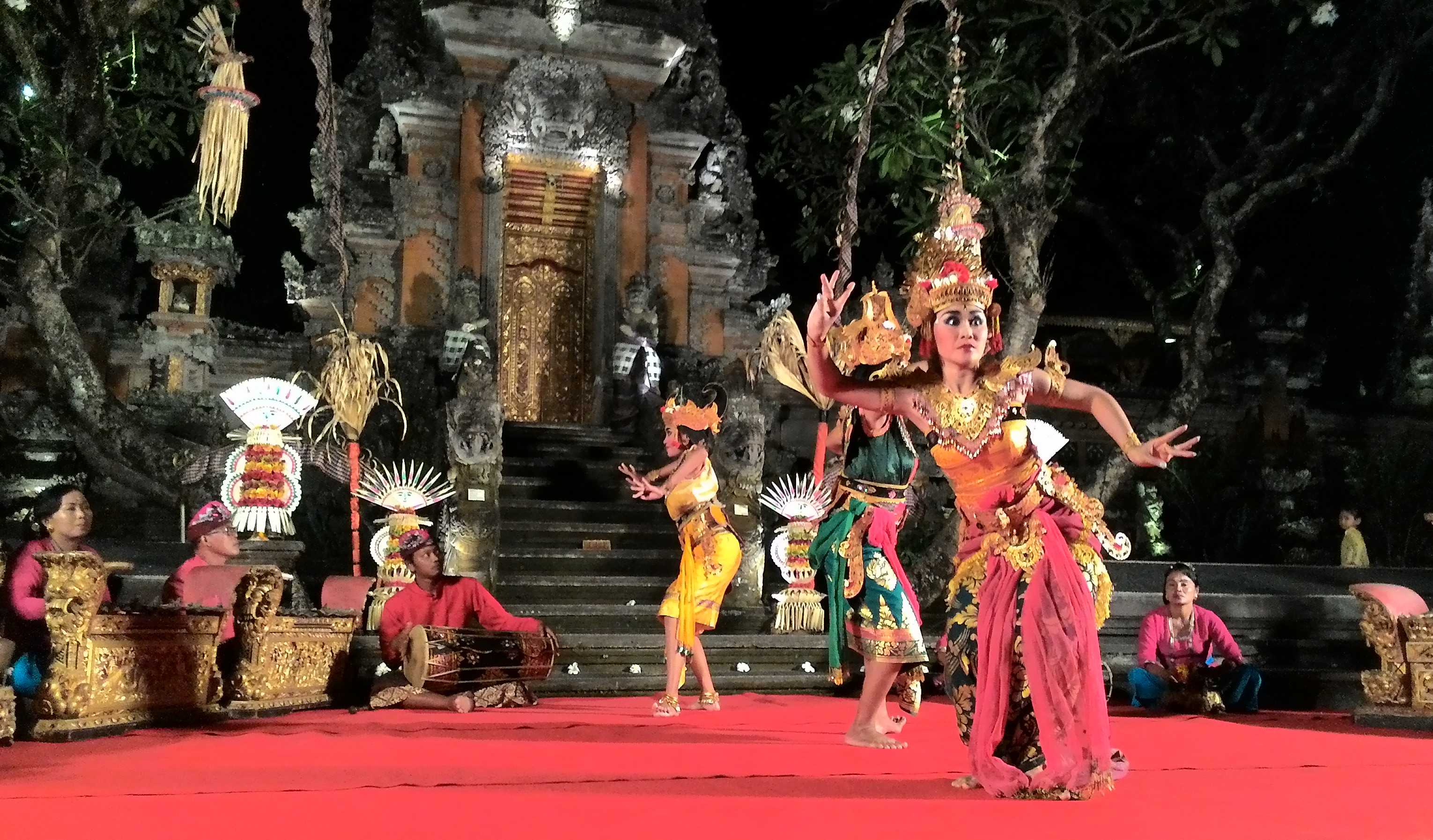
Representação do Sendratari Ramayana, conhecido "Balé do Ramáiana", no Templo de Sarasvati de Ubud. A dançarina em primeiro plano representa Sita, esposa de Rama e uma avatar da deusa hindu Laxmi

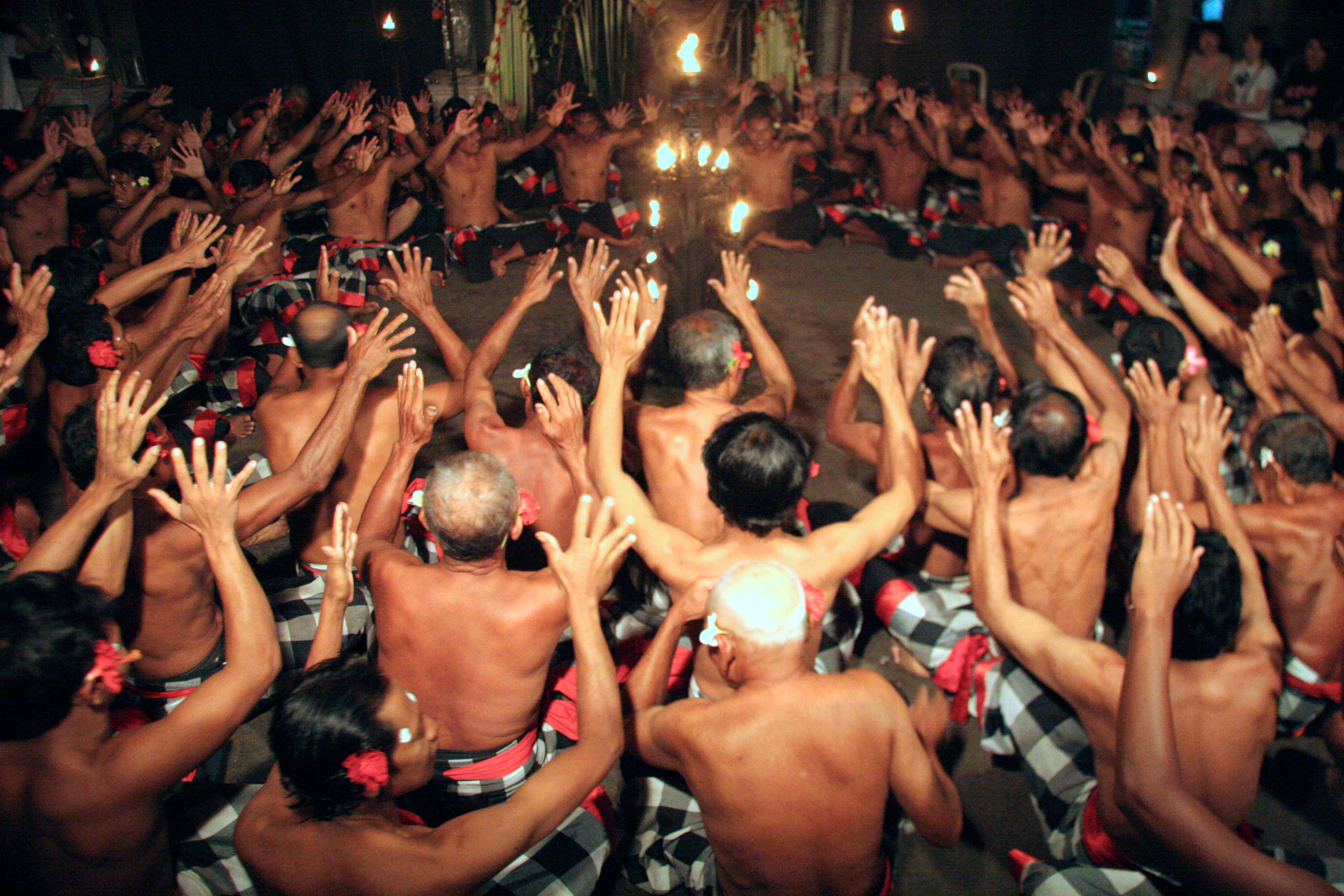
Sessão de, mais uma dança com cenas do Ramáiana

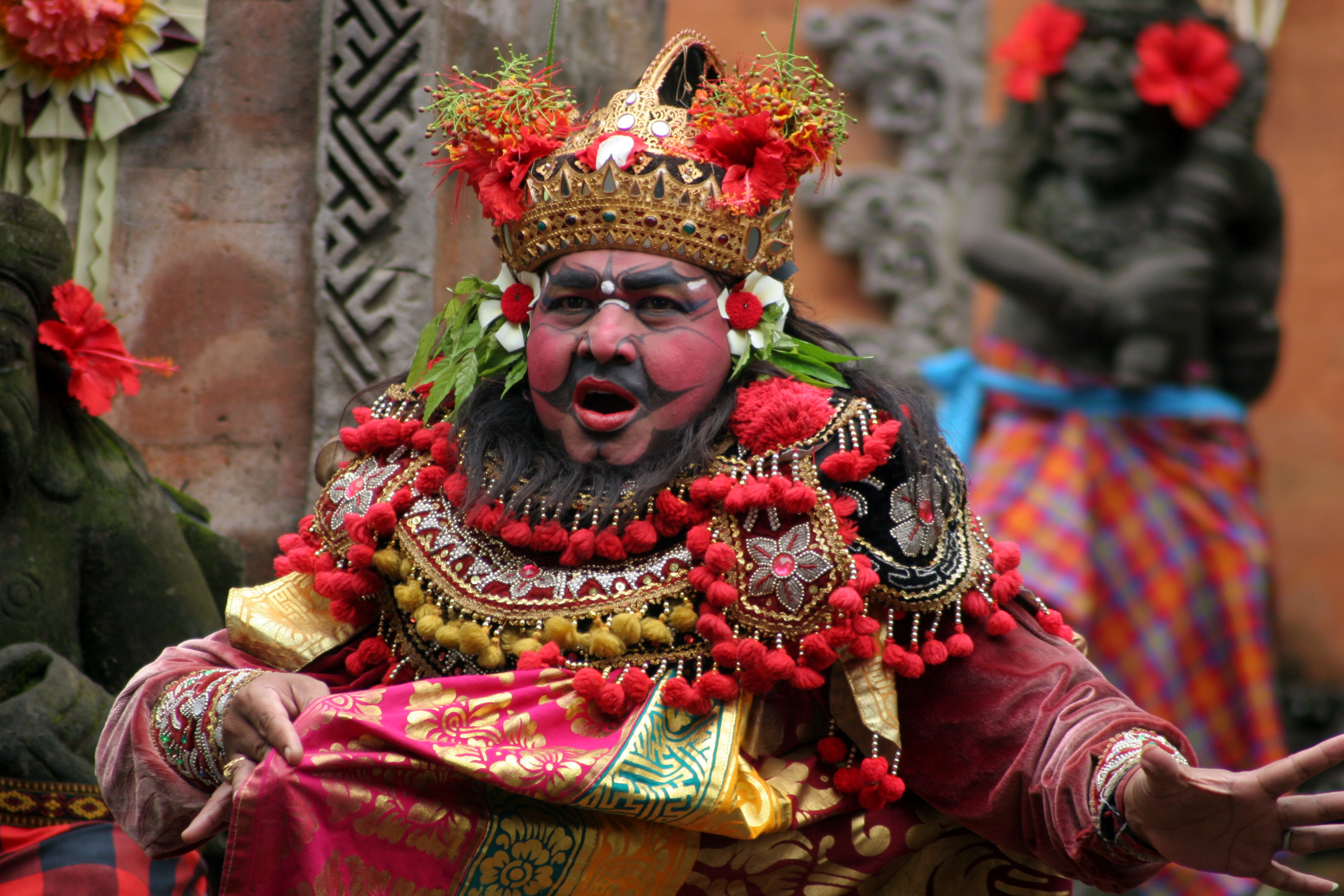
Dançarino representando Barong, um demónio do bem

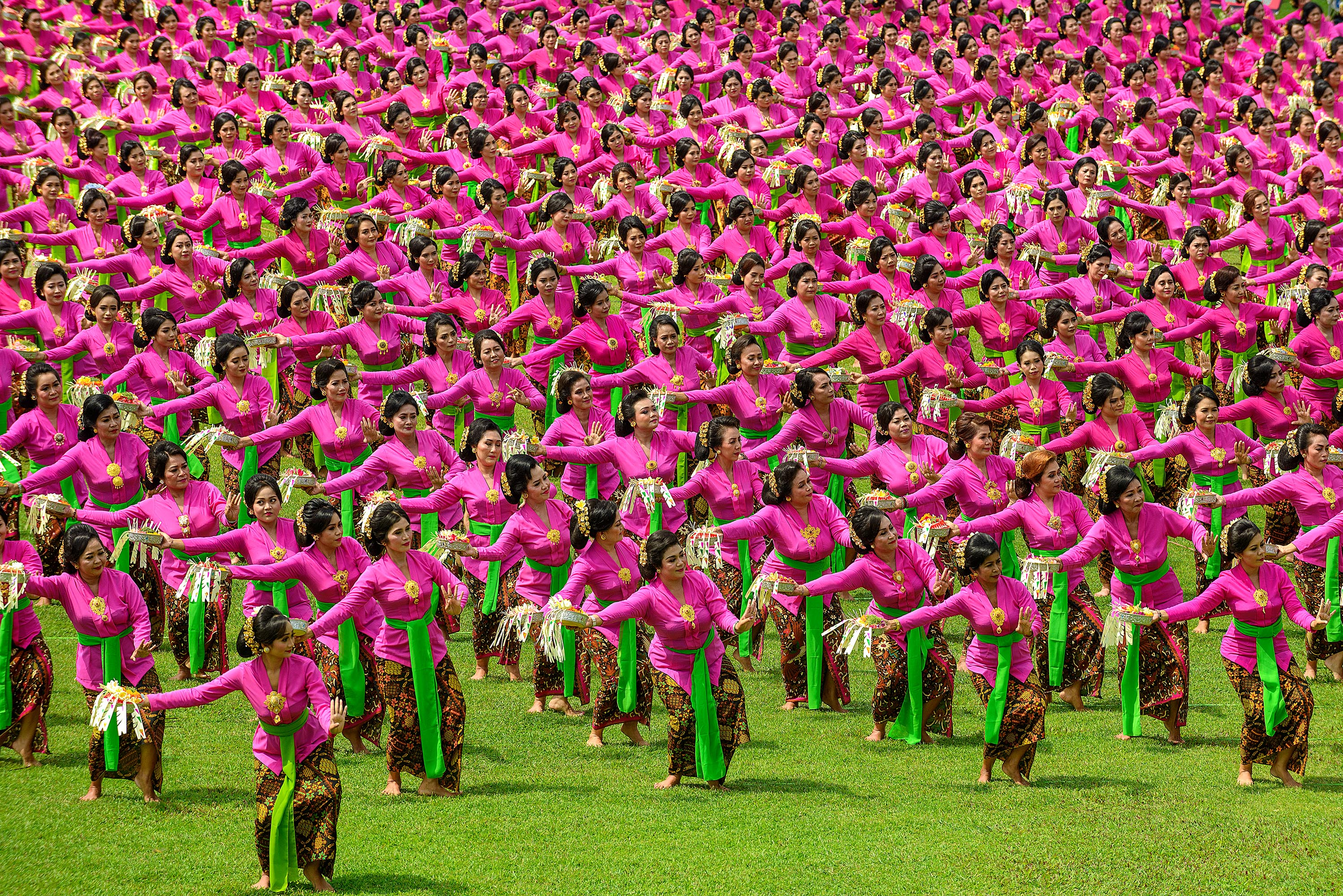
Espetáculo de Pendet

A dança balinesa (em indonésio: tari Bali; em balinês: igelan Bali) é uma antiga tradição de dança que faz parte da expressão artística e religiosa do povo da ilha de Bali da Indonésia. É uma dança dinâmica, angular e intensamente expressiva. Os dançarinos e dançarinas balinesas expressam as histórias de dança dramática através de gestos do corpo, nomeadamente com os dedos, mãos, cabeça e olhos.
Há uma grande riqueza de formas de dança na ilha e são particularmente notáveis as dança dramáticas ritualísticas que envolvem Rangda, a bruxa e o grande demónio Barong. A maior parte das danças do Bali estão ligadas ao hinduísmo ou a rituais folclóricos, como a dança sagrada Sanghyang, que evoca os espíritos benevolentes hyang, que se acredita que possuem os dançarinos num estado de transe durante as atuações. Há também danças balinesas que não estão ligadas a rituais religiosos e que se realizam em certas ocasiões ou para certos propósitos, como as danças de boas vindas Baris e Pendet, ou a Joged, uma dança social para entretenimento.
No hinduísmo, na dança são representadas simbolicamente a perpétua dissolução e reformação do mundo. O equilíbrio criativo e reprodutivo é muitas vezes personificado pela deusa Durga, a esposa de Xiva, que por vezes é chamada Uma, Parvati ou Cáli. Isto é significativo para o hinduísmo balinês, pois a figura comum de Rangda é semelhante em muitos aspetos a Durga.

## Reconhecimento
Três géneros de dança tradicional de Bali foram reconhecidos pelo Comité Intergovernamental para a Preservação do Património Cultural Imaterial da Humanidade na sua 10.ª sessão, realizada em 2015 em Vinduque, a capital da Namíbia. A classificação estava proposta desde 2011. Os três géneros classificados são representados por nove danças:
- Wali (danças sagradas)
  - Rejang — dança cerimonial sagrada da região de Klungkung realizada por jovens mulheres com vestes cerimoniais.
  - Sanghyang — dança de transe  da região de Karangasem, realizada por duas jovens, para neutralizar forças sobrenaturais negativas.
  - Baris — danças religiosas da região de Bangli, que transmitem um espírito heróico, realizada por números pares de homens.

- Bebali (danças semisagradas)
  - Topeng — realizada na região de Tabanan por dançarinos com máscaras para neutralizar espíritos malignos.
  - Gambuh — dança dramática que antigamente era um espetáculo teatral para a realeza, atualmente realizada por 25 a 40 dançarinos na região de Gianyar para acompanhamento de cerimónias.
  - Wayang wong — combina dança com drama épico e música; realiza-se na região de Buleleng.

- Balih-balihan (danças de entretenimento)
  - Legong — realizada em Dempassar, é uma dança baseada na Sanghyang e na Gambuh, envolvendo duas ou três dançarinas mulheres.
  - Joged — dança social de pares, popular de Buleleng, que se realiza durante a estação das colheitas e dias importantes.
  - Barong Ket — realizada na região de Badungue, representa um combate entre dois personagens mitológicos, Barong na forma de um leão, simbolizando o bem, e Rangda, uma bruxa má.

## Variantes
Em Bali há numerosas categorias de dança, que incluem representações épicas como os omnipresentes Mahabharata e Ramáiana. Algumas cerimónias em templos de aldeias incluem uma representação especial de dança dramática duma batalha entre os personagens mitológicos Rangda, representando o mal, e Barong, representando o bem. Este tipo de espetáculo era tradicionalmente realizado durante surtos epidémicos, que se acreditava que eram o resultado dum distúrbio no equilíbrio das "forças boas e más", representadas por Barong e Rangda. A batalha geralmente termina com uma reconciliação ou equilíbrio harmonioso entre os dois personagens e não numa derrota do mal.
Além dos géneros e e tradições classificadas pela UNESCO já descritas, cabe mencionar as seguintes:
- Cendrawasih — inspirada no acasalamento da Paradisaea (chamada Cendrawasih no Bali).
- Condong — uma dança básica, que geralmente antecede os espetáculos da dança Legong; o termo é também usado para o arquétipo de personagem duma criada doméstica que aparece nas danças Legong, Gambuh e Arja.
- Kecak — também conhecida com "cântico dos macacos", é uma representação duma batalha do Ramáiana em que vanaras (raça mitológica de símios) liderados pel deus macaco Hanuman ajudam Rama a derrotar Ravana; as representações envolvem numerosos dançarinos, que podem chegar aos 150.
- Janger — dança social que envolve duas filas de dançarinos (kecak) inicialmente sentados frente a frente e várias dançarinas (janger) que cantam e dançam com movimentos fluidos e ondulantes dos braços.
- Pendet — realizada por jovens mulheres com taças de flores que são espalhadas, geralmente antes de fazer oferendas num templo ou em cerimónias de boas vindas.
- Tenun — representação de mulheres tecendo; tenun é uma técnica tradicional indonésia de produção de tecidos.

Tradicionalmente, as danças sagradas só podem ser realizadas em tempos, mas foram criadas novas coreografias devido à procura pelos turistas. Por exemplo, a Tari Sekar Jagat (tari significa dança em balinês) é um tipo de dança relativamente recente que se tornou popular. Nas novas coreografias, os coreógrafos têm liberdade criativa para os movimentos e há novos movimentos que seriam considerados "inapropriados" para danças sagradas. Um exemplo disso na Tari Sekar Jagat haver um momento em que os dançarinos seguram o dulang abaixo dos ombros. O dulang é uma espécie de pedestal cerimonial, que pode ser de madeira ou cerâmica; normalmente é mantido alto devido à sua sacralidade e segurá-lo abaixo do nível dos ombros representa um estado comum ou quotidiano.

## Técnicas e aprendizagem
Os dançarinos balineses aprendem a dançar e tocar gamelão quando ainda são crianças e são ensinados a dançar com as mãos antes quando ainda não sabem andar. A formação oficial como dançarino começa aos 7 anos. Na dança balinesa o movimento está intimamente associado aos ritmos produzidos pelo gamelão, um instrumento musical originário de Java e de Bali. Vários níveis de articulações no rosto, olhos, mãos, braços, quadris e pés são coordenados para refletir camadas de sons percussivos.
O número de mudras (posições e gestos codificados das mãos) é maior na Índia do que em Java ou em Bali Especula-se que alguns foram esquecidos no processo de transmissão da dança da Índia para Java. No entanto, os gestos das mãos são tão importantes na dança javanesa e balinesa como na Índia. Seja na Índia, na Indonésia ou no Camboja, as mãos desempenham um papel tipicamente ornamental e enfatizam a complexidade delicada da dança.

Alguns exemplos de danças tradicionais balinesas
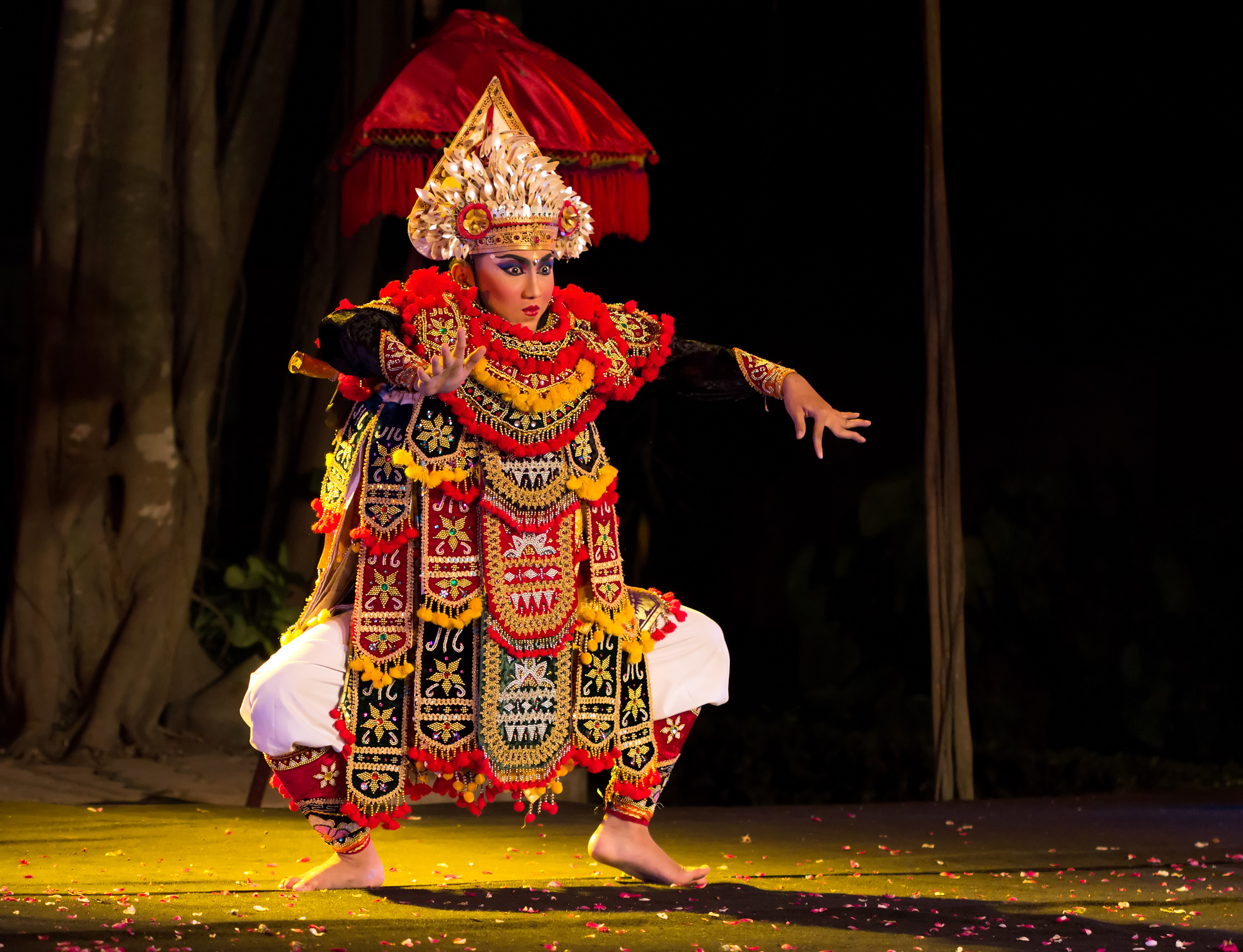
Baris
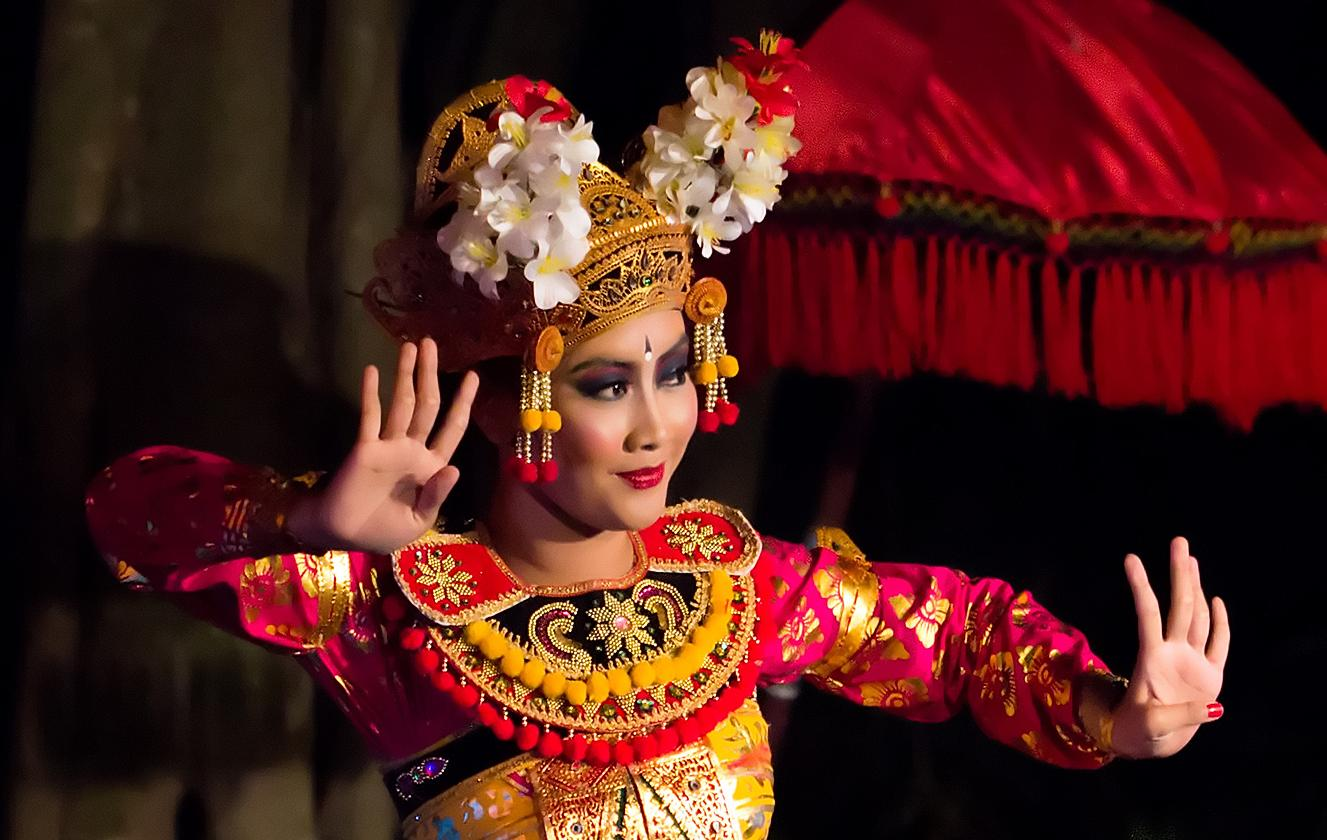
Condong
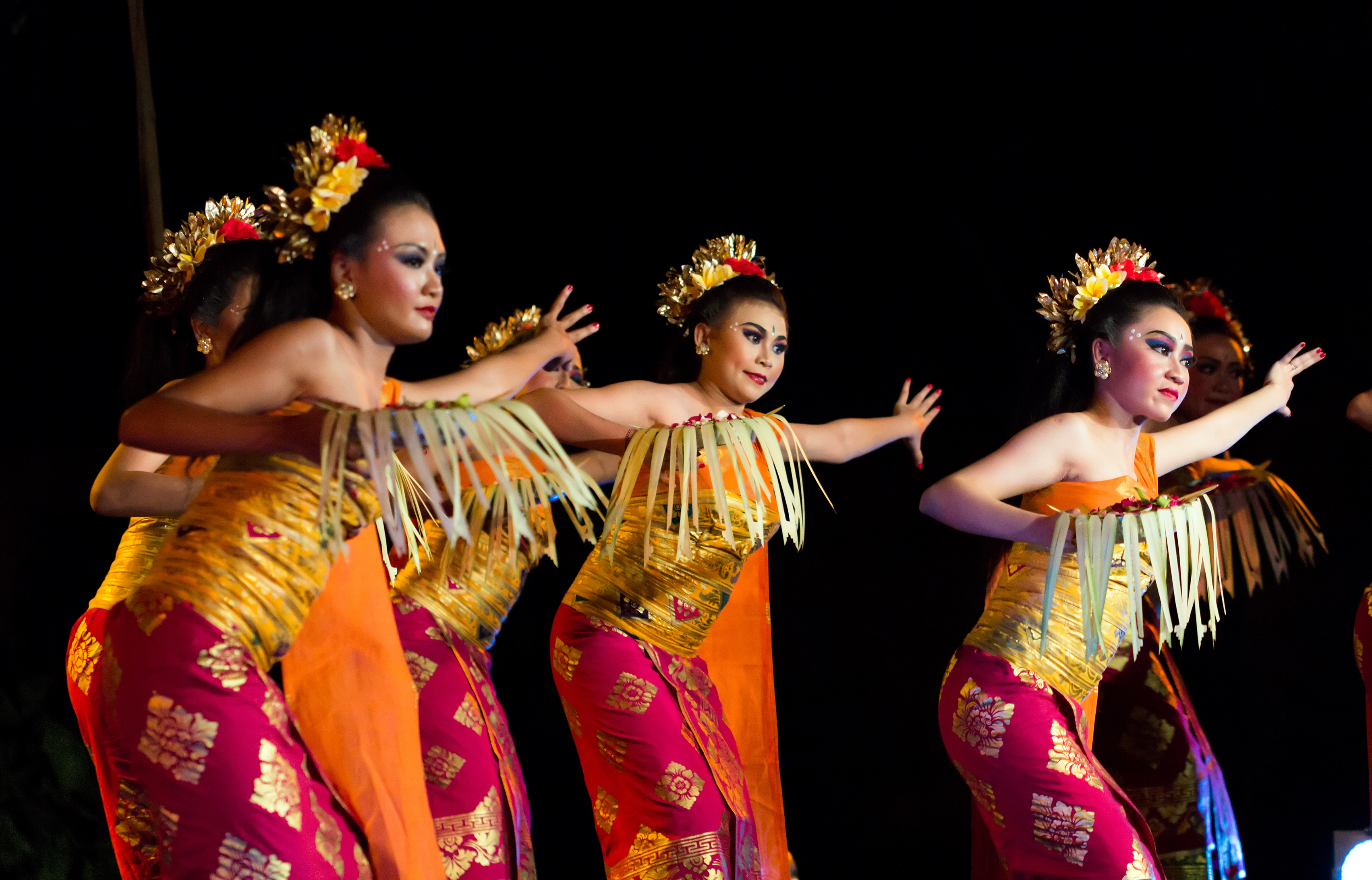
Pendet
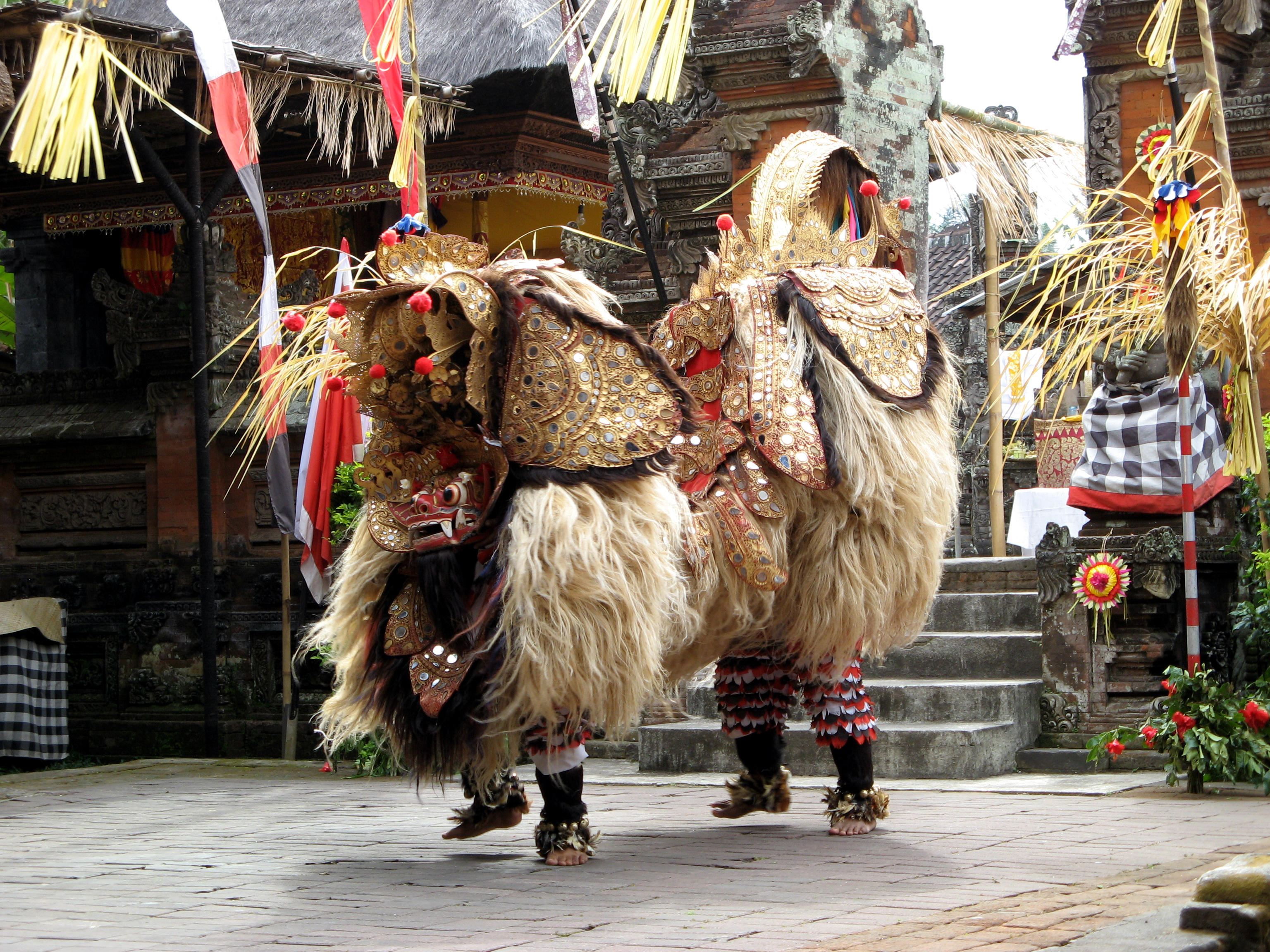
Barong
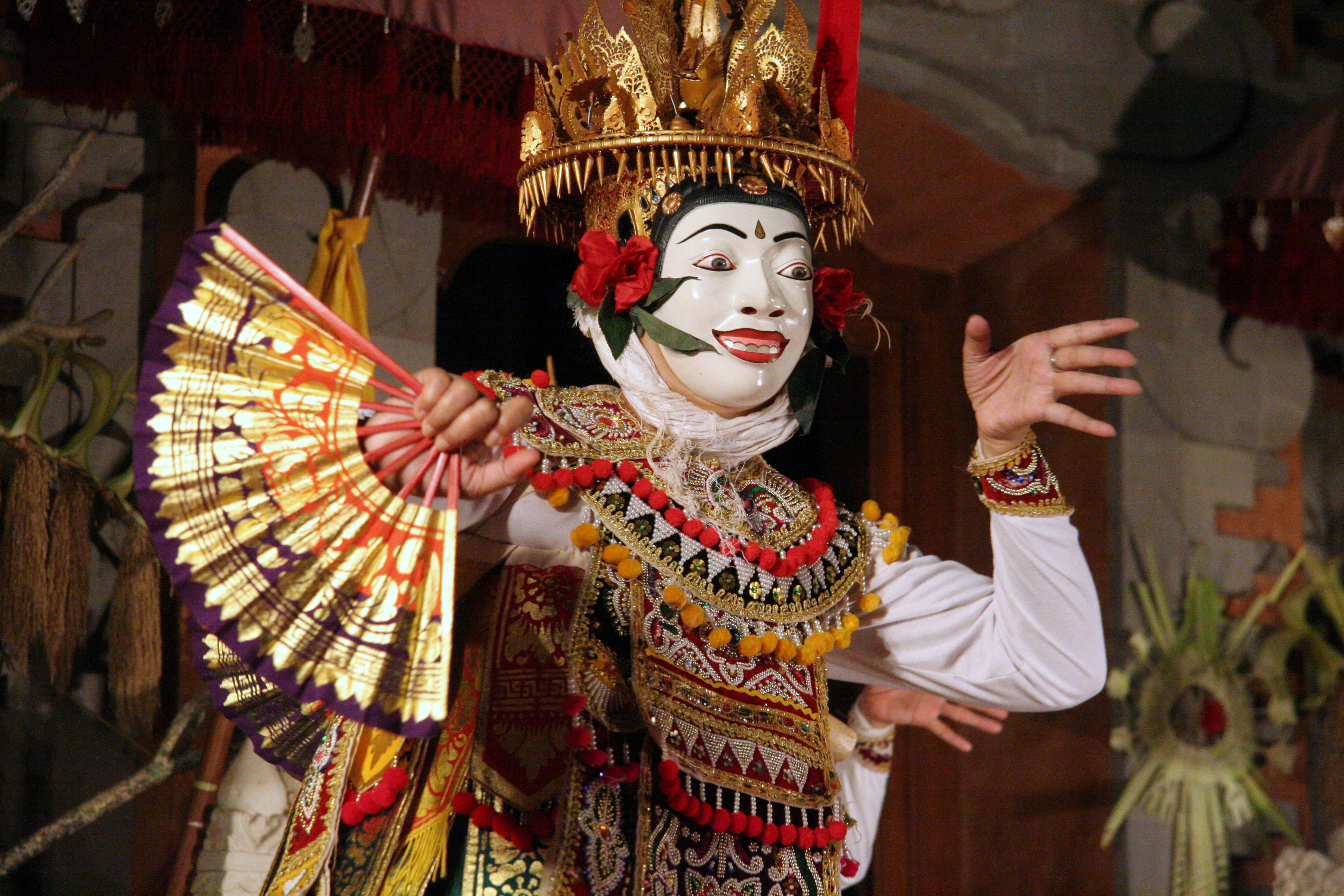
Topeng
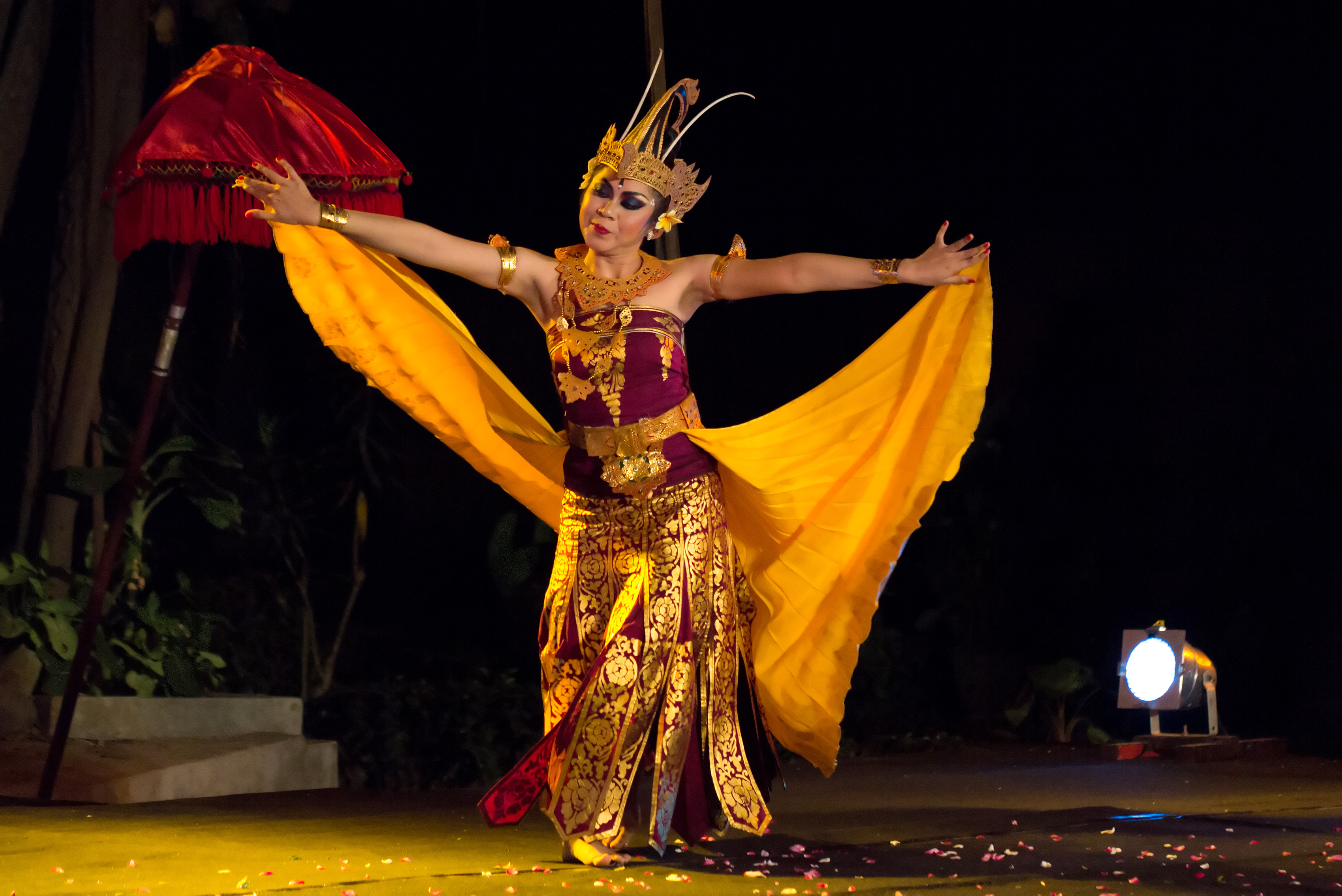
Cendrawasih
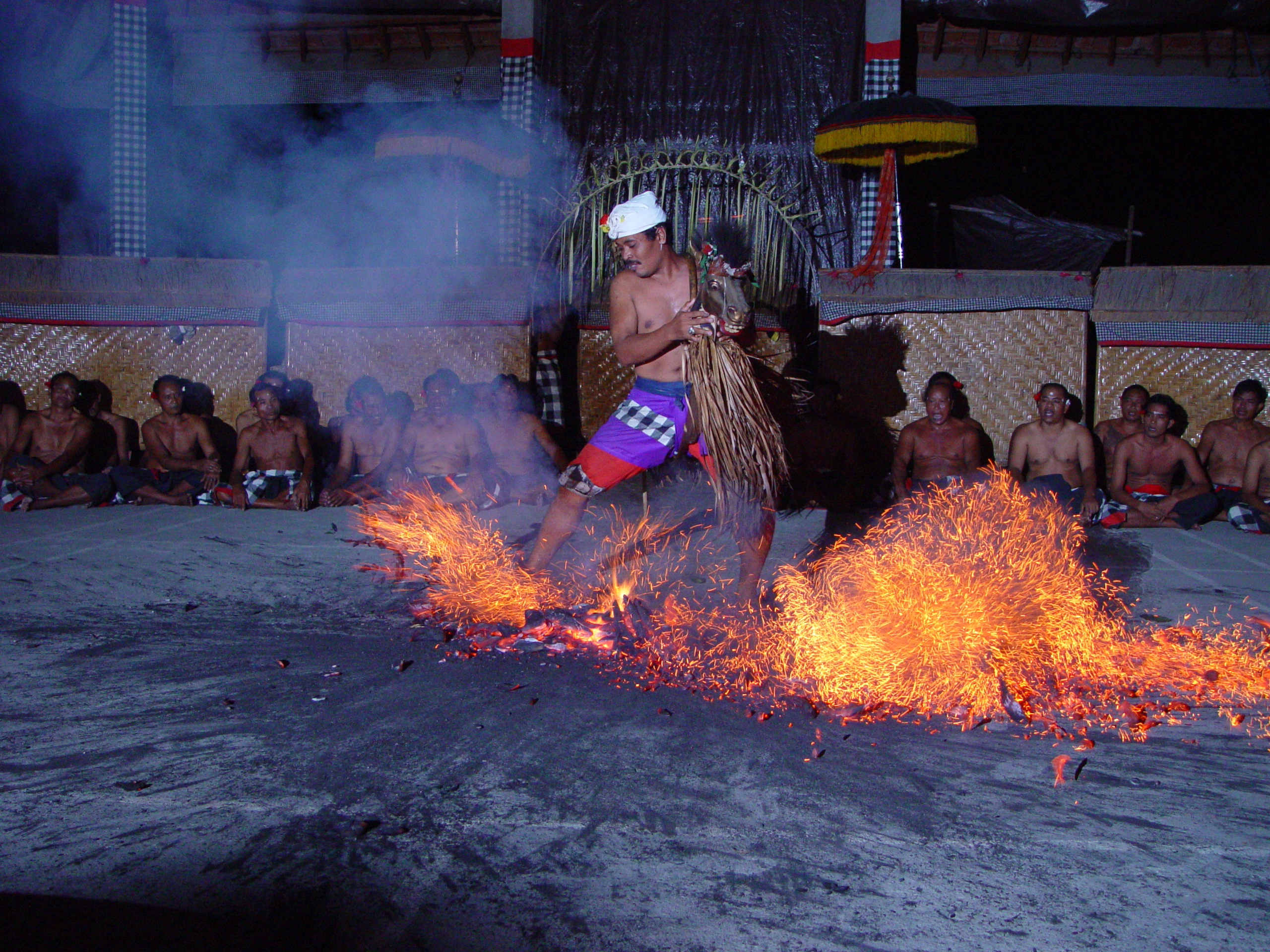
Sanghyang
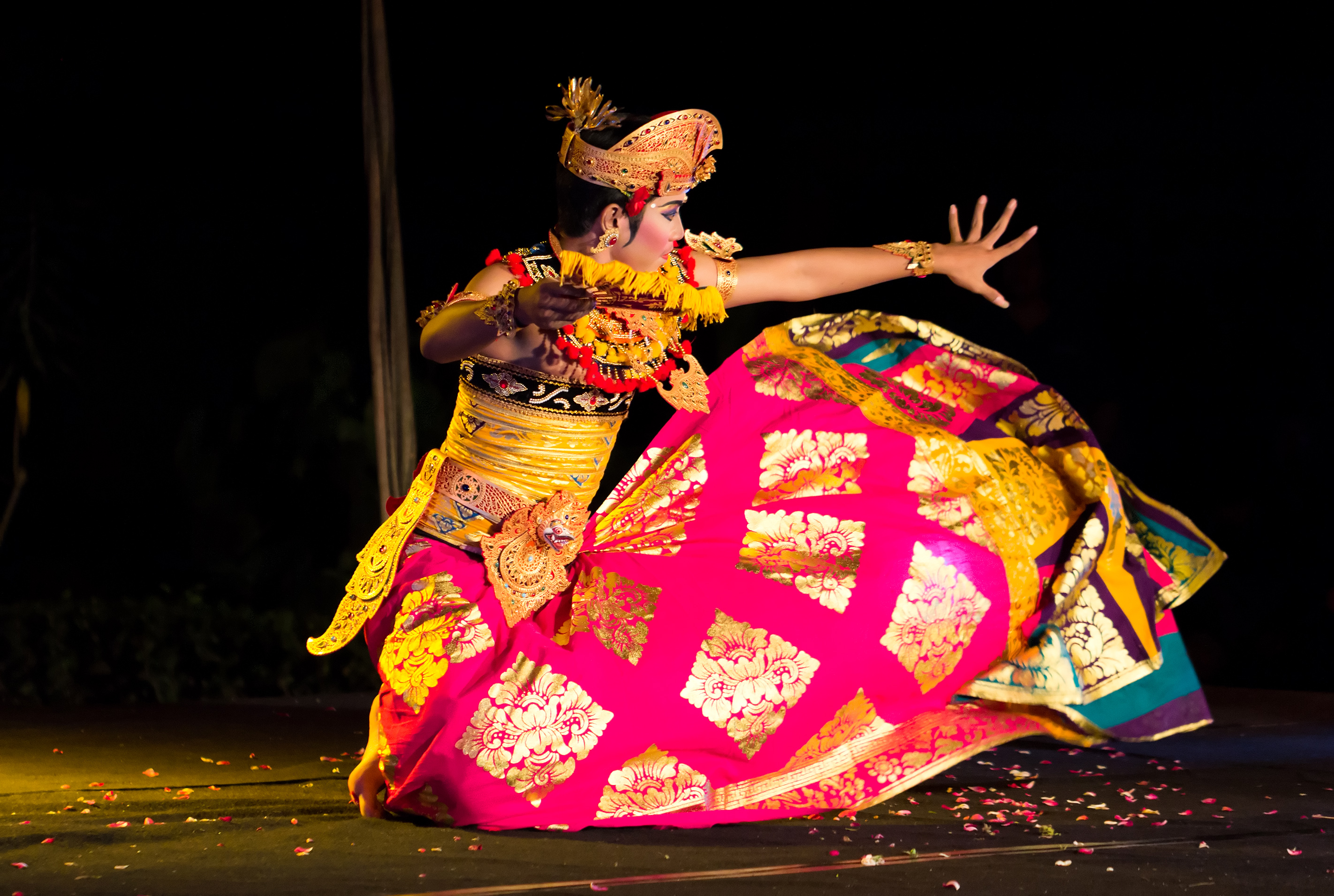
Kebyar duduk
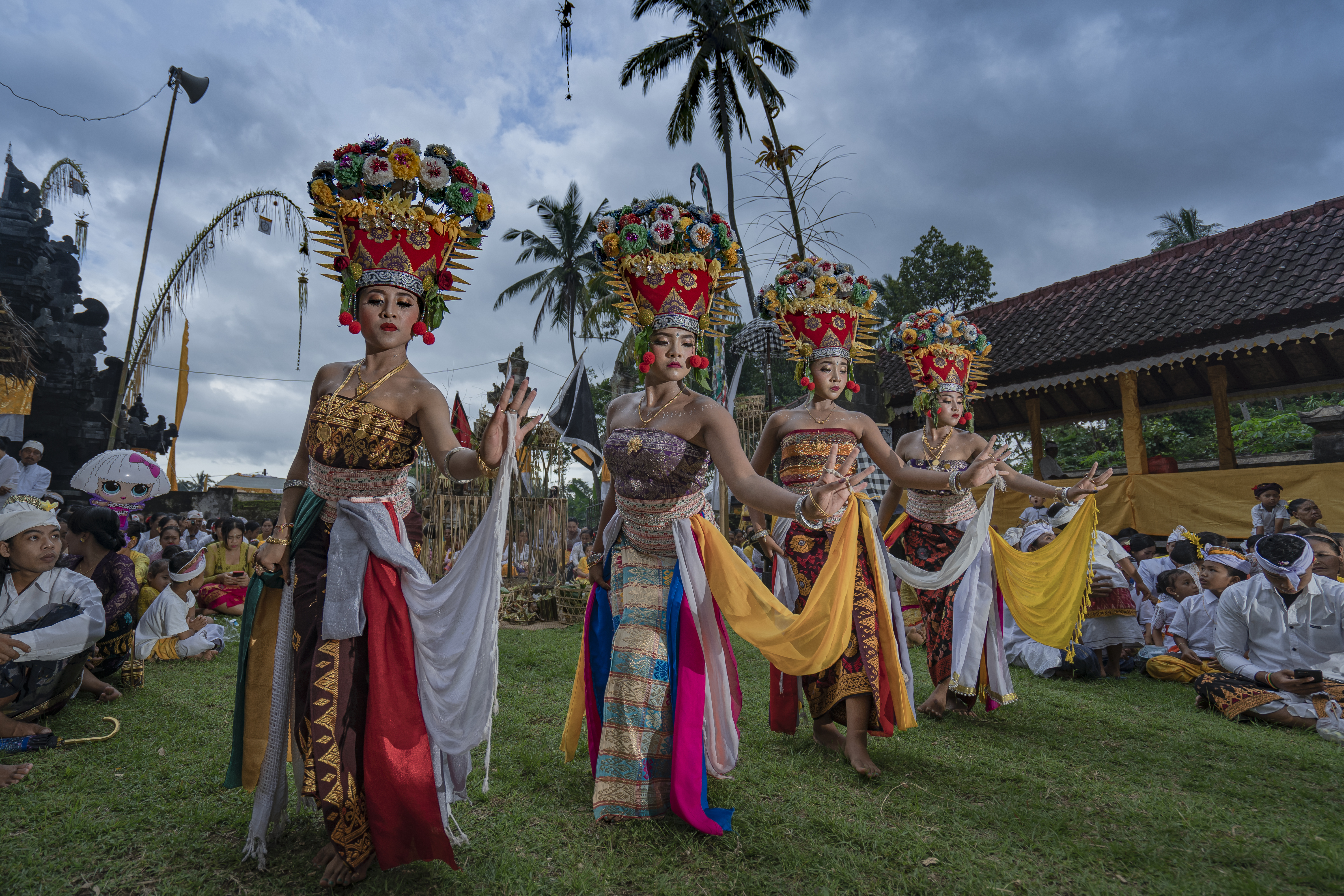
Rejang
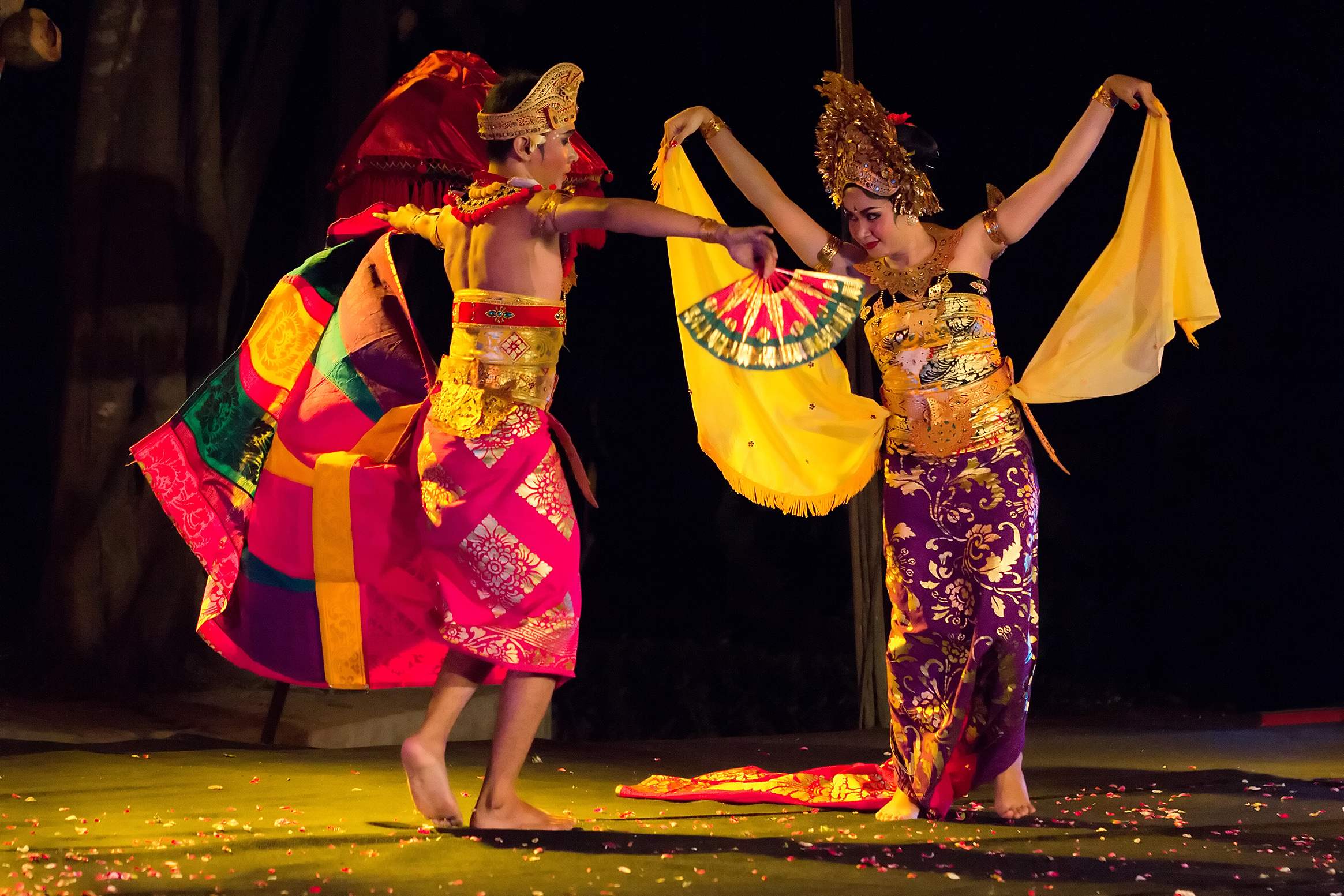
Oleg
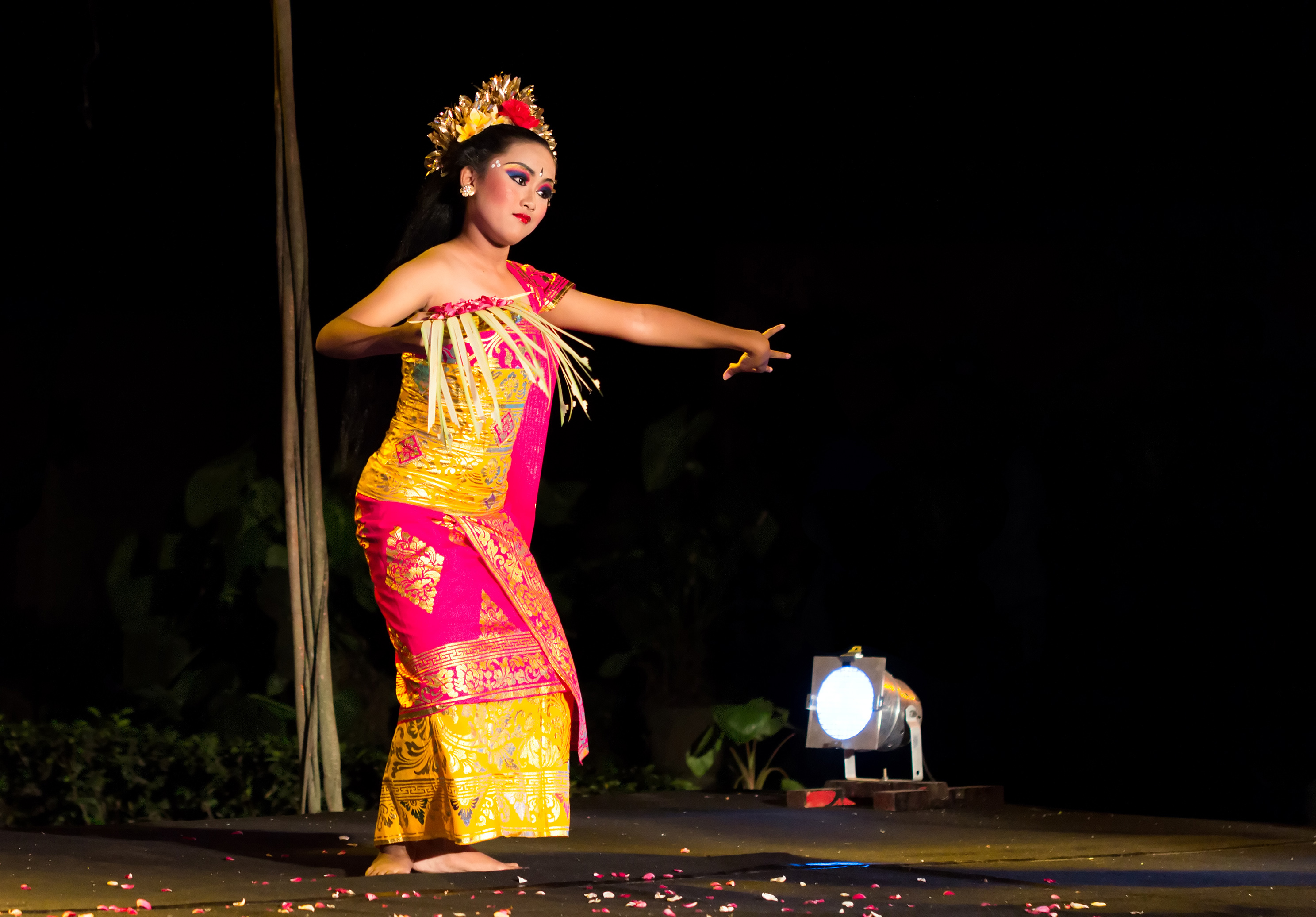
Panyembrama